# Schékina
Schékina est un groupe de gospel évangélique, fondé en 1999 en Côte d'Ivoire. Il est composé de sept chantres et musiciens. 

## Biographie
La fondation du groupe a lieu à Abidjan, Côte d'Ivoire, en octobre 1999 .
Schékina, le nom du groupe musical, est une translittération en français du mot grammaticalement féminin en hébreu שכינה autrement transcrit Shekhinah, Shekinah, Shechinah, Shekina, Shechina ou Schechinah et qui est utilisé pour désigner le siège ou la gloire de Dieu, en particulier dans le Temple de Jérusalem.
En 2012, le groupe a sorti un 5e album .

## Discographie
En 2012, le groupe avait réalisé 5 albums solo . 
1. Schekina 99 (1999)
2. Jésus est mon ami (2001)
3. Brûle en moi (2003)
4. Dieu de miracles (2007)
5. Tu restes fidèle (2012)

### Singles
1. Merci Seigneur (2018) [5]

## Distinctions
Le groupe Schékina a reçu plusieurs distinctions dont Révélation Africaine 2002 (Festival Gospel et Racines 2002 - Bénin), Meilleur groupe chrétien 2003 (Tiercé Gagnant 2003 - Côte d'Ivoire), 4e meilleure vente de Compact Disk et cassettes 2003-2004 (Top 20 Burida - Côte d'Ivoire) et meilleur groupe gospel d'Afrique 2004 (Kora Awards - Afrique du Sud) .